# КБ-3 Јадран
КБ-3 Јадран је једноседа ваздухопловна једрилица амфибија која је могла да слети на травнату полетно слетну стазу али и на водену површину, као и да полети са њих. Намењена је тренажи једриличара.

## Пројектовање и развој
Још као студент инж. Јарослав Косер је пројектовао једрилицу која је добила име "Триглав" ова једрилица се показала као добра, тако да је направљена једна мања серија ове једрилице. На захтев Аероклуба из Ријеке који су имали жељу да користе узгонска струјања Велебита, Орјена и планина дуж јадранске обале а одсуство погодних терена за градњу аеродрома дошло се на идеју да се конструише једрилица амфибија која би била у стању да полеће и слеће са травнатих писта али и са водених површина. Идеја није нова, али се у свету ретко користила тако да би ова једрилица била негде међу првих пет у свету. Фабрика Летов из Љубљане се прихватила тог пројекта па је 1948. године формиран пројектни тим на чијем је челу био инж. Косер који је користећи се искуством са пројекта "Триглав" кренуо да решава проблеме које пред конструктора поставља хидро једрилица названа Јадран.
Пошто се у то време као основни материјал за градњу једрилица користило дрво, највећи проблем је представљао труп једрилице који се правио у облику чуна од водоотпорног материјала са много тежом основном конструкцијом која је морала да савлада знатно већи отпор воде у односу на ваздух, тако да је тежина трупа представљала ограничавајући проблем. За крило једрилице је усвојено крило са једрилице Триглав са извесним модификацијама а то су друкчије везивање крила и трупа, уклоњена су закрилца и уграђени су пловци који су се у току лета увлачили у крила.
Прототип је завршен 1949. година а прва испитивања ове једрилице су обављена на води на реци Љубљаници где је проверена стабилност на води. Након тога се прешло на испитивање у ваздуху, једрилица је полетала са травнате писте уз помоћ витла и слетала на њу. Када је једрилица задовољила све захтеве тестирања у ваздуху прешло се на тестирање слетања и полетања са водених површина а то се обављало на Бледском језеру (мирним водама). На крају је дошао на ред и финални тест тј. испробавање једрилице на мору. За полетање са морске површине се користила аеро запрега у овом случају коришћен је хидроавион Аеро-2Х. Постојало је и решење постављање витла на понтон који би се користио за полетање једрилице са површине мора. Једрилица је тада добила и званичан (службени) назив КБ-3 Јадран.

### Технички опис
Код једрилице КБ-3 Јадран слободно носеће крило је постављено на горњу ивицу трупа па је тако добијена летелица висококрилни моноплан. Труп једрилице КБ-3 Јадран је био чунастог облика. Носећа конструкција је направљена од дрвета а облога је од водоотпорног шпера. Кљун једрилице има облик бродског прамца. Дно трупа, онај део који се налази у води за време пловидбе, је направљен каскадно што омогућава лако одвајање од воде у тренутку полетања једрилице. Труп се иза крила нагло сужава и диже према репу. На кљуну је била смештена једноседа пилотска кабина са поклопцем од плексигласа из једног дела који се отварао у страну. Поклопац је био опремљен специјалним оковом који је омогућио одбацивање поклопца у случају ванредне опасности. Кабина једрилице је била опремљена сетом инструмената за дневно летење.
Стајни трап једрилице се састоји од клизача, у ствари оковане кобилице трупа и еластичне дрљаче испод репа једрилице.
Крила су била трапезастог облика са заобљеним крајевима. Носећа конструкција крила је била дрвена са две рамењаче, са предње стране обложена дрвеном лепенком а задње ивице крила и управљачке површине пресвучене су импрегнираним платном. Аеропрофил крила је био Gö 549 а виткост 17. Крила су била опремљена аеродинамичким кочницама и са горње и доње површине крила. Са доње стране крила су били монтирани пловци који су се у току лета и атерирања на тло уклапали у крило а за време слетања на воду би се извлачили. Извлачење и увлачење крилних пловака се остваривало хидрауличним путем. Ови пловци су повећавали стабилност летилице код слетања, плутања или полетања на мирном и немирном мору. Конструкција хоризонталног и вертикалног стабилизатора као и кормила били су изведени као и крило.

## Карактеристике
Карактеристике наведене овде се односе на једрилицу КБ-3 Јадран а према изворима
| Финеса      | 1 : 25 при брзини 70 km/h |
| Перформансе | - максимална брзина 200 km/h - минимална брзина km/h - макс. брзина аеро вуче 150 km/h - макс. брзина витла km/h - минимално пропадање 0,75 m/s при брзини 65 km/h |
| Димензије   | - размах крила 15,00m - дужина 7,00m - висина m - површина крила 13,25m² - аеропрофил крила Gö 549 - виткост 17 - макс. оптеречење крила; 21,20kg/m²               |
| Маса        | - сопствена 195 kg - полетна 280 kg - водени баланс; nema |

## Оперативно коришћење
Након успешног тестирања прототипа једрилице КБ-3 Јадран, направљена је једна серија од 5 једрилица овог типа тако да је укупно направљено 6 комада. оне су све доbиле половидбену дозволу и регистроване су бројевима: YU-6001, YU-6004, YU-6006, YU-6007, YU-6008 и YU-6011. Остало се на том броју јер није било већег интересовања поморских аероклубова за ову једрилицу. Направљене једрилице су коришћене углавном у приморским аероклубовима и у Словенији све до 60.-тих година 20. века када се дрвене једрилице полако замењују једрилицама направњених од стаклопластике и угљеничних влакана.

## Сачувани примерци
Једрилица КБ-3 Јадран (прототип) регистарски број YU-6001, производње Летов Љубљана Серијски № 104 чува се у депоу Музеја ваздухопловства на аеродрому "Никола Тесла" у Београду, нажалост није изложена, тако да није доступна јавности.

## Земље које су користиле ову једрилицу
- Југославија